# Tinjska Gora
Tinjska Gora je naselje v Občini Slovenska Bistrica.